# Skechers

Скечерс елітне Флексове взуття

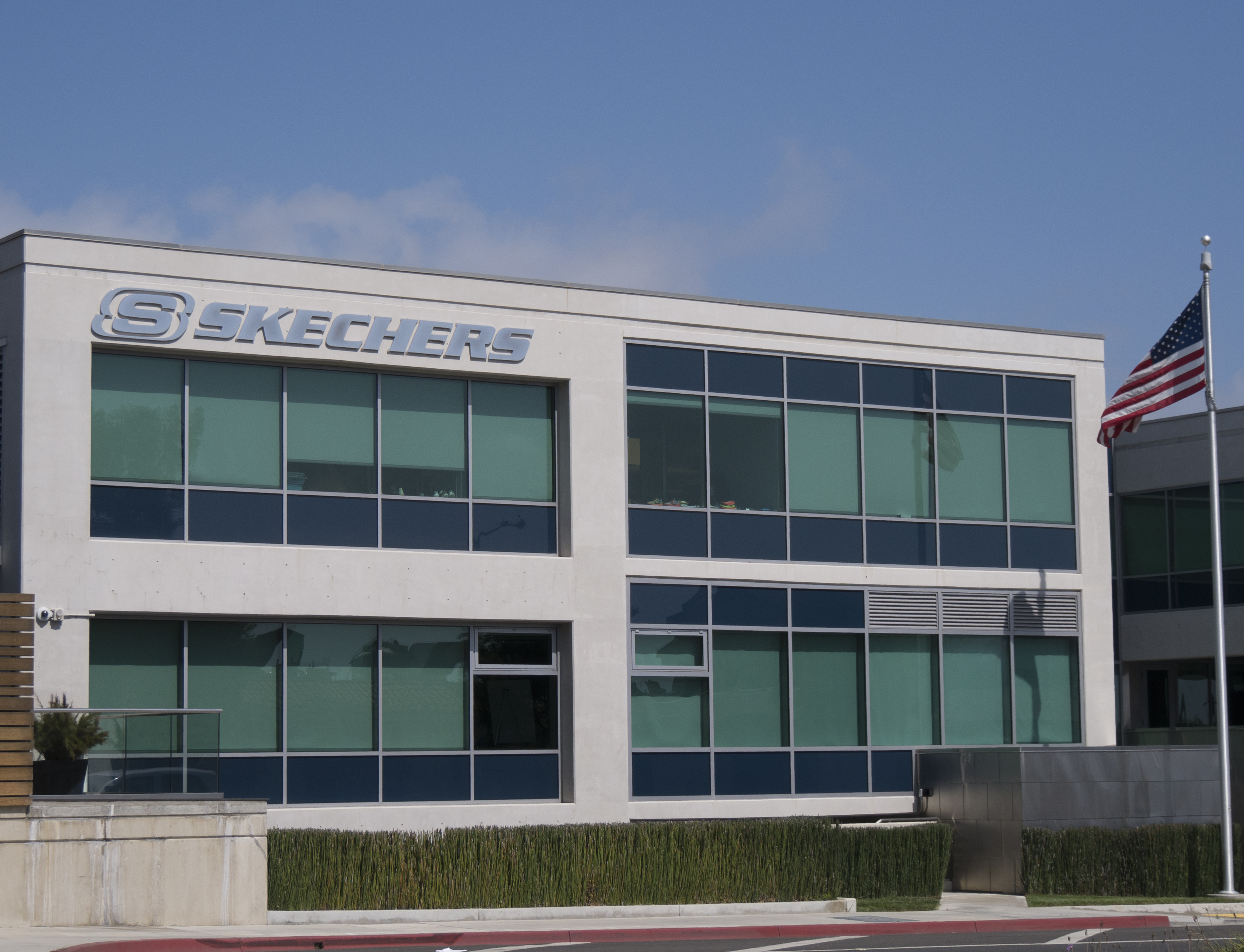
Штаб-квартира Скечерс в Манхеттен-Біч

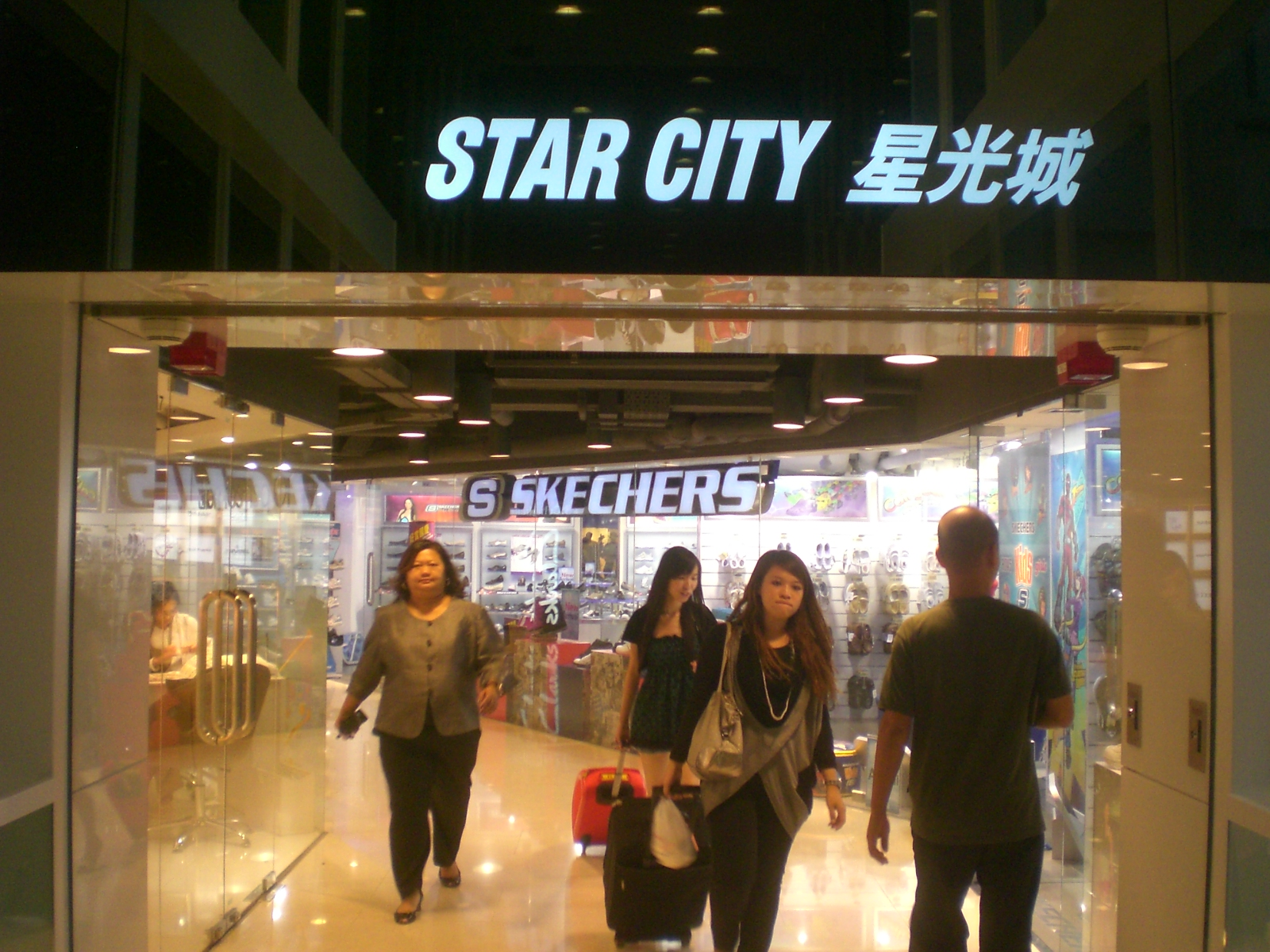
Скечерс працює у понад 170 країнах світу

Skechers USA, Inc., Скечерс - є американським виробником взуття. Головний офіс розташовано у Манхеттен-Біч, Каліфорнія. Скечерс було засновано у 1992 році. Тепер є третім за величиною виробником спортивного взуття у США, Скечерс заробив понад $4,16 млрд виручки протягом 2017 фінансового року. За станом на січень 2018 року компанія мала понад 11 800 працівників по всьому світу.

## Історія
Скечерс було заснована 1992. Ранньою продукцією Скечерс була робітничі чоботи й черевики для скейтбординга. Згодом підприємство розширило лінії взуття спортивним й повсякденним для чоловіків, жінок та дітей, а також багатоцільовим взуттям.

## Товари й реклама
Підприємство пропонує дві категорії взуття:
- життєвого взуття підрозділ, що включає в себе:
  - Skechers Memory Foam,
  - BOBS — благодійна лінія,
  - Relaxed Fit — комфортна лінія взуття,
- багатоцільового взуття відділ, що включає:
  - Skechers GOrun,
  - Skechers GOwalk взуття
- На основі ліцензійних угод, компанія пропонує брендові сумки, годинники, окуляри й додаткові товари.[3]

Skechers використовує знаменитості у рекламі, у тому числі співачку Камілу Кабельо, колишнього бейсболіста Девід Ортіза, і футболістів Тоні Ромо й Хоуї Лонга. У багатоцільовому відділі Skechers брав участь елітний бігун Меб Кефлезигі, й професійні гольфери Метт Кучар, Брук Хендерсон, й Веслі Брайан. У 2014 році Скечерс підписав контракт з бітлом Рінго Старом.